# Weymann’s Motor Bodies
Weymann’s Motor Bodies, vorher Weymann Motor Body Company, war ein britisches Karosseriebauunternehmen.

## Unternehmensgeschichte
Das Unternehmen wurde 1923 in Acton in London gegründet. Es war ein Gemeinschaftsunternehmen der Rotax Motor Accessoires Company und der französischen Société Weymann von Charles Weymann, der die Weymann-Karosserie entwickelt hatte. Im selben Jahr begann die Produktion von Karosserien für Automobile. Außerdem wurden Lizenzen vergeben. Bekannt sind Rover, Chalmer & Hoyer und Elkington Carriage Company ab 1923 sowie Cadogan Motors, J. Gurney Nutting und Windovers ab 1924.
1925 erfolgte die Umfirmierung und der Umzug nach Putney, ebenfalls in London. Die ehemalige Fabrik der Cunard Motor & Carriage Company wurde bezogen. Der Absatz war gut und 1928 am höchsten. In dem Jahr reichte der Platz in der bisherigen Fabrik nicht mehr aus. Daraufhin zog das Unternehmen nach Addlestone in Surrey.
1932 kam es zum Zusammenschluss mit Metro-Cammell zu Metro Cammell Weymann.
Gesichert überliefert sind Aufbauten auf Fahrgestellen von der Austin Motor Company, Hillman, Lagonda und Sunbeam.